# Territorios polacos anexionados por la Unión Soviética

Fronteras temporales creadas por los ejércitos alemanes y soviéticos durante la invasión de Polonia. La frontera fue ajustada posteriormente mediante la diplomacia entre los gobiernos invasores.

La Línea Curzon y cambios territoriales de Polonia entre 1939 y 1945.

Después de la Invasión soviética de Polonia de 1939, la Unión Soviética se anexó las partes orientales (llamadas "Kresy") de la Segunda República Polaca, en total 201.015 km² y 13.299.000 habitantes. La mayor parte de estos territorios fueron anexados definitivamente por la Unión Soviética al finalizar la guerra en Europa, siendo reconocido el cambio territorial por los Aliados. Polonia fue compensada con territorios más al oeste, en perjuicio de Alemania, recibiendo los llamados "Territorios Polacos Recuperados", en referencia la zona de influencia polaca durante la dinastía Piasta. La frontera soviético-polaca se estableció mediante el Tratado Soviético-Polaco de 1945, en su mayor parte a lo largo de la «Línea Curzon».

## Historia

### Anexión soviética (1939-1941)
Por los términos del Pacto Ribbentrop-Mólotov, ajustado por el Tratado Alemán-Soviético de Amistad, Cooperación y Demarcación del 28 de septiembre de 1939, la Unión Soviética se anexionó todos los territorios polacos al este de la línea de los ríos Pisa, Narew, Bug Occidental, y San, excepto el voivodato de Wilno con su capital, Wilno, que fue entregada a Lituania, y la región de Suwałki, que fue anexada por la Alemania nazi. 
Tomados por Polonia en una serie de guerras entre 1918 y 1921 (principalmente la guerra polaco-soviética), estos territorios tenían población mezclada de nacionalidades diferentes, siendo los polacos y los ucranianos  los grupos más numerosos, pero contando con minorías grandes de bielorrusos y judíos. Sin embargo, como los grupos nacionales diferentes se encontraban muy mezclados en un mosaico de patrones de asentamiento mixto, gran parte del territorio tenía su propia significativa mayoría de población local no polaca (ucranianos en el sureste y bielorrusos en el noreste), especialmente en las zonas rurales.
La necesidad de "proteger" la población ucraniana y bielorrusa se utilizó como pretexto para la invasión soviética de la zona oriental de Polonia en 1939, que se llevó a cabo tras la invasión de la Alemania nazi conforme al Protocolo adicional secreto del Pacto Ribbentrop-Mólotov, estando Varsovia sitiada y el gobierno de Polonia en el proceso de evacuación.
El área total ocupada por los soviéticos, incluida el área cedida a Lituania, era de 201.015 kilómetros cuadrados, con una población de 13.299.000, de los cuales 5.274.000 eran de cultura polaca y 1.109.000 eran judíos. Unos 138.000 polacos y 198.000 judíos más huyeron de la zona ocupada por los alemanes y se refugiaron en la zona de ocupación soviética.
Durante 1939-1941 1.450.000 de personas que habitaban la región fueron deportados por el régimen soviético, de los que el 63,1% eran polacos y el 7,4% judíos. Antes se creía que aproximadamente 1 millón de ciudadanos polacos murieron a manos de los soviéticos, sin embargo, recientemente los historiadores polacos, basados sobre todo en documentos de los archivos soviéticos, estiman el número de muertes en alrededor de 350.000 personas, deportadas entre 1939 y 1945.
Territorios polacos del noreste, alrededor de Wilno, fueron anexadas por Lituania (poco después Lituania fue anexada por Unión Soviética y se creó la RSS de Lituania). Otros territorios del noreste se integraron en los vóblast (distritos) de Białystok, Hrodna, Navahrúdak (que fue pronto renombrado como vóblast de Baránavichi), Pinsk y Vileyka (más tarde vóblast de Maladzyechna) en la RSS de Bielorrusia. La RSS de Ucrania dividió los territorios meridionales que recibió de la anexión de Polonia en: Óblast de Lviv, Óblast de Rivne, Stanislav (más tarde conocido como óblast de Ivano-Frankivsk), Óblast de Ternópil y el Óblast de Volinia,

### Ocupación alemana (1941-1944)
Estas áreas fueron conquistadas por la Alemania Nazi en 1941 durante la Operación Barbarroja. Los nazis los dividieron como sigue:
- Bezirk Bialystok (distrito de Białystok), que incluía las localidades de Białystok, Bielsk Podlaski, Grajewo, Łomża, Sokółka, Vaukavysk, y Hrodna, y fue  "agregado a" (no incorporada a) Prusia Oriental.
- Bezirk Litauen und Weissruthenien - las áreas polacas de la Rutenia blanca (Bielorrusia occidental), incluyendo la Provincia de Vilna, Lituana, que quedó incluida en el Reichskommissariat Ostland.
- Bezirk Wolhynien-Podolien — la provincia polaca de Volinia, que se incorporó a la Reichskommissariat de Ucrania.
- El distrito de Galicia, Galitzia Oriental, que se incorporó al Gobierno General y se convirtió en su quinto distrito.

Durante 1943-1944 la masacre de polacos en Volinia causó cerca de 100.000 muertes y el éxodo masivo de los polacos de Ucrania.
La población de lengua polaca y judía de las regiones anexadas sumaba aproximadamente 6,7 millones en 1939. Durante la guerra 2 millones fallecieron (incluidos 1,2 millones de judíos). Estas cifras contienen las víctimas de guerra polacas. Dos millones (incluyendo 250.000 judíos) se convirtieron en refugiados en Polonia o en Europa Occidental, 1,5 millones se encontraban en los territorios devueltos a Polonia en 1945 y 1,2 millones permanecieron en la URSS. Los historiadores rusos contemporáneos también incluyen las pérdidas de guerra de polacos y judíos de esta región entre los muertos de la guerra de la URSS.

### Anexión soviética definitiva (1944)
Tras el fin de la Segunda Guerra Mundial, la Unión Soviética mantuvo la mayor parte de los territorios que había anexado en 1939, mientras que territorios con una extensión de 21,275 kilómetros cuadrados y 1,5 millones de habitantes fueron devueltos a su aliado polaco, en especial las áreas cercanas a Białystok y  Przemyśl.
El 16 de agosto de 1945 el gobierno polaco (ahora comunista), firmó un tratado con la URSS que cedía formalmente estos territorios. La población total de los territorios ganados por la URSS, sin incluir la porción devuelta a Polonia en 1945, era de 10,653,000 personas, según el censo polaco de 1931. En 1939 esta población había aumentado a aproximadamente 11,6 millones. La composición de la población en las zonas cedidas era: 
| Población por lengua en los territorios polacos anexionados por la URSS en 1945. |
|                                                                                  |
| [ 13 ]                                                                           |

| Población por religión en los territorios polacos anexionados por la URSS en 1945. |
|                                                                                    |
| [ 13 ]                                                                             |

Desde 1944 hasta 1952, el Ejército Insurgente Ucraniano continuó su lucha contra los comunistas. Los soviéticos deportaron a 600.000 personas de estos territorios y 170.000 de la población local murió en los enfrentamientos (véase Akcja Wisła).

## Reorganización administrativa
Los voivodatos anexados por la Unión Soviética fueron reorganizados en óblasts siguiendo el sistema de demarcación soviético. Casi todos los nuevos óblasts respetaron la demarcación de los voivodatos previos. El voivodato de Wilno sería anexado por Lituania (la cual a su vez sería anexada un año después por la misma URSS).
| Unidades administrativas polacas anexionadas | Unidades administrativas polacas anexionadas | Nuevas unidades administrativas soviéticas | Nuevas unidades administrativas soviéticas |
| Voivodato polaco (Estado)                    | Condados                                     | República soviética                        | Óblast                                     |
| -------------------------------------------- | -------------------------------------------- | ------------------------------------------ | ------------------------------------------ |
| Białystok                                    | 12 condados                                  | RSS de Bielorrusia                         | Óblast de Bielostok                        |
| Nowogródek                                   | todos los condados                           | RSS de Bielorrusia                         | Óblast de Baránovichi                      |
| Polesie                                      | 9 condados                                   | RSS de Bielorrusia                         | Óblast de Polesia                          |
| Lwów                                         | Más de la mitad de los condados              | RSS de Ucrania                             | Óblast de Lvov                             |
| Stanisławów                                  | todos los condados                           | RSS de Ucrania                             | Óblast de Stanislav                        |
| Tarnópol                                     | todos los condados                           | RSS de Ucrania                             | Óblast de Ternópil                         |
| Wołyń                                        | todos los condados                           | RSS de Ucrania                             | Óblast de Volinia                          |